# بوم‌شناسی کارکردی

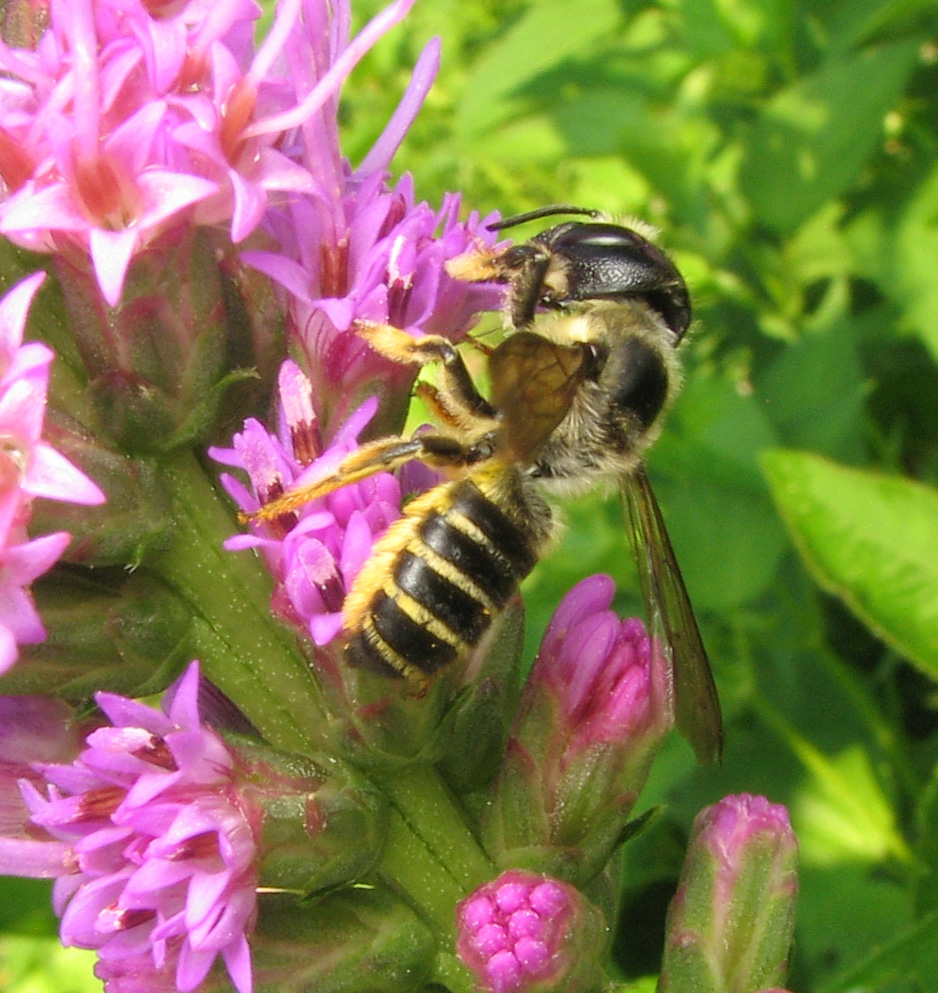
زنبورها کارکرد بوم‌شناختی گرده‌افشانی گل‌ها، حفظ تولیدمثل و تراکم فلور را در بوم‌سازگان انجام می‌دهند.

بوم‌شناسی کارکردی شاخه‌ای از بوم‌شناسی است که بر نقش‌ها یا کارکردهایی که گونه‌ها در جامعه یا اکوسیستمی که در آن زندگی می‌کنند، تمرکز دارد. در این رویکرد، ویژگی‌های فیزیولوژی، آناتومی و تاریخچه زندگی گونه مورد تاکید قرار می‌گیرد. اصطلاح "کارکرد" برای تاکید بر فرآیندهای فیزیولوویژه خاص به جای ویژگی‌های گسسته، توصیف نقش یک موجود زنده در یک سیستم تغذیه‌ای، یا نشان دادن اثر فرآیندهای انتخابی طبیعی بر روی یک جاندار زنده استفاده می‌شود. این زیرشاخه بوم‌شناسی نشان‌دهنده به هم رسیدن الگوهای بوم‌شناختی و فرآیندها و سازوکارهایی است که زیربنای آنها هستند. بر روی صفات نشان داده شده در تعداد زیادی از گونه‌ها تمرکز می‌کند و می‌تواند به دو روش اندازه‌گیری شود– نخست غربالگری است که شامل اندازه‌گیری یک صفت در تعدادی از گونه‌ها است و دومی تجربه‌گرایی است که روابط کمی را برای صفات اندازه‌گیری‌شده در غربالگری فراهم می‌کند. بوم‌شناسی کارکردی اغلب بر رویکرد یکپارچه، استفاده از صفات و فعالیت‌های جاندار برای درک پویایی جامعه و فرآیندهای بوم‌سازگان، به‌ویژه در پاسخ به تغییرهای سریع جهانی که در محیط زمین رخ می‌دهد، تأکید می‌کند.
بوم‌شناسی کارکردی در پیوند چندین رشته متفاوت قرار دارد و به عنوان اصل وحدت‌آفرین بین بوم‌شناسی فرگشتی، زیست‌شناسی فرگشتی، ژنتیک و ژنومیک ، و مطالعات بوم‌شناختی سنتی عمل می‌کند. این حوزه‌هایی مانند «توانایی‌های رقابتی [گونه‌ها]، الگوهای هم‌زمانی گونه‌ها، هم‌باشی جامعه، و نقش صفات مختلف بر عملکرد اکوسیستم» را بررسی می‌کند.